# 十五銀行

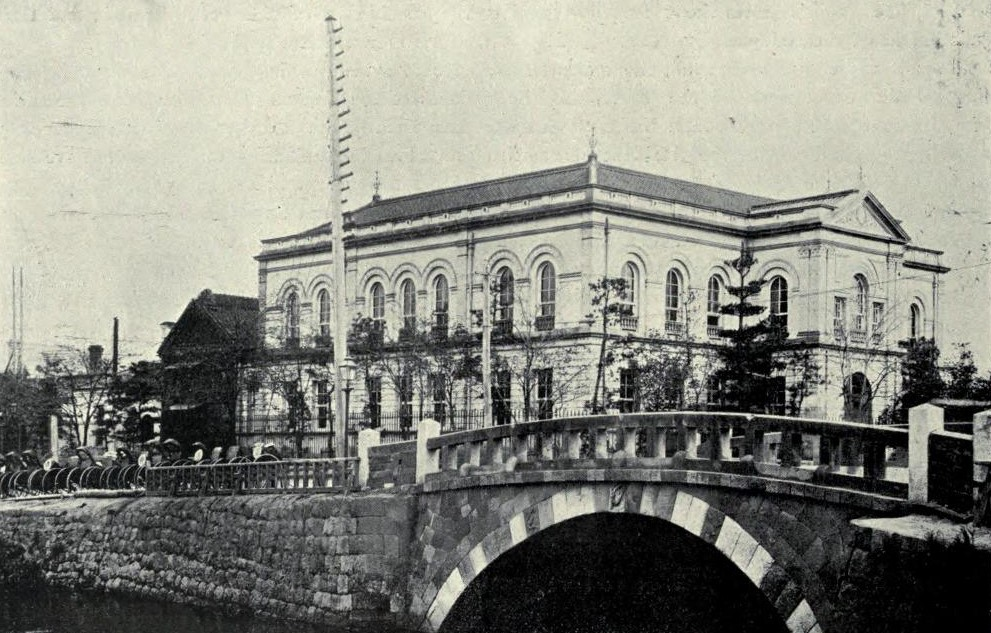
十五銀行

十五銀行（じゅうごぎんこう）は、かつて日本に存在した銀行である。1944年、帝国銀行に吸収合併された。

## 概要
十五銀行本店は東京都京橋区木挽町八丁目2番地（現在の中央区銀座八丁目）にあった。
1877年（明治10年）、岩倉具視の呼びかけにより、徳川慶勝・山内豊範・黒田長知・池田章政・藤堂高潔・松平茂昭・南部利恭・吉川経健ら華族が発起人となり、秩禄処分で得た金禄公債を原資に設立。頭取に毛利元徳が就任。有力華族の出資により成立した銀行なので、世上「華族銀行」と呼ばれた。また、宮内省（現在の宮内庁）本金庫（御用銀行）でもあり、いずれにしても世間の信用は高かった。日本経済振興のため、同行並びに出資者である多くの華族は鉄道事業に着目。1881年、日本鉄道株式会社が同行をバックに設立され、開業した（1906年の国有化までに山手線から青森駅まで開通）。当時148あった国立銀行の総資本額の47.3%に相当する規模であった。
しかし1920年に吸収合併した神戸川崎銀行は、神戸川崎財閥（松方系企業）の焦げ付いた不良債権を抱えており、そのことで十五銀行は経営悪化に陥った。
1927年（昭和2年）、昭和金融恐慌の余波を受けて取り付け騒ぎが発生。同年4月21日から三週間の臨時休業を宣言。事実上倒産した。この時点の株主のうち華族は322人、宮内省、内蔵頭も多数の株を所有していた。宮内省の本金庫も銀行内にあったが、休業を受けて宮内省内に移すことが決定した。
武家華族は旧家臣たちの情報網を使って倒産前に財産を他へ移したが、公家華族は倒産するまで何も知らず大損害を受けた。もっとも銀行の株式に関しては、宮内省から世襲財産として指定されており、容易に売却できる性質ではなかったことから、資産を移した者の中にも少なからず損害を被った者が出た。
銀行の代表者であった松方巌公爵（元首相松方正義の長男）は責任を取り、三田の本邸、那須の農場、熱海の別荘、多数の骨董など私財の大半を放出の上、同年11月29日に宮内省に対し爵位返上を申し入れた。これを受けて、取締役であった浅野長之侯爵も滝野川中里の別邸などを銀行整理のための資金として提供した。
営業上は帝国銀行木挽町支店→三井銀行木挽町支店を経て、銀座八丁目の三井銀行新橋支店（旧丁酉銀行本店→十五銀行新橋支店→帝国銀行新橋支店）に吸収された。店舗は1972年に当初の十五銀行本店跡地に建設された銀座三井ビルディング（初代）に移転となり、丁酉銀行本店建物は取り壊された。跡地には三井観光開発（2007年よりグランビスタホテル&リゾート）により、前身の建物を模したデザインで「三井アーバンホテル銀座」が建設され、1977年12月に開業。「ホテルコムズ銀座」を経て現在は「銀座グランドホテル」となっている。
後身のさくら銀行新橋東支店は三井住友銀行発足に先駆けて、銀座六丁目の銀座支店と統合された。なお、初代・銀座三井ビルには銀座第一ホテルが入居していたが、閉鎖・建て替えを経て、2005年に竣工した2代目には三井ガーデンホテル銀座プレミアが入居している。このため、2つの帝銀・三井銀の店舗跡地に三井系企業によるホテルがそれぞれ建てられた事になる。

## 沿革
- 1877年（明治10年）5月21日 - 第十五国立銀行開業。
- 1897年（明治30年）5月21日 - 国立銀行としての営業期間満了に伴い、普通銀行に転換。株式会社十五銀行に改組。

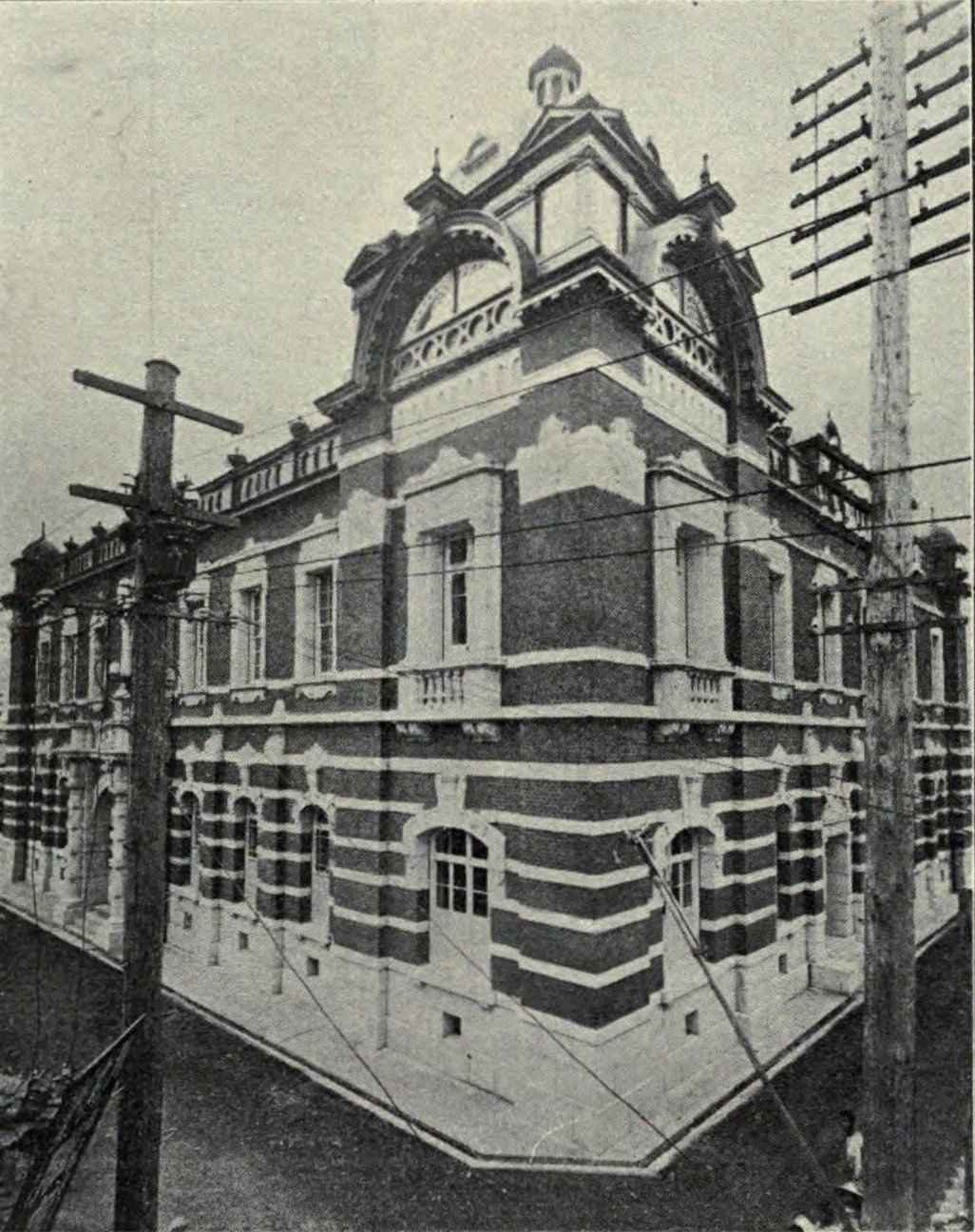
浪速銀行

- 1920年（大正9年）8月2日 - 浪速銀行、神戸川崎銀行および丁酉銀行を合併。
  - 浪速銀行　1878年（明治11年）2月 - 平瀬亀之輔が大阪で第三十二国立銀行を開業。1898年浪速銀行に改称。
  - 神戸川崎銀行　1903年（明治36年）11月21日 - 川崎正蔵が神戸にて開業。
  - 丁酉銀行　1897年（明治30年）9月15日 - 十五銀行関係者が開業。東京の地方銀行。本店は新橋にあった。
この合併で十五銀行は大阪を中心とする西日本に店舗網を展開する事となり、また神戸川崎財閥との関係が生まれる一方、傍系銀行・丁酉銀行の合同で東京の市中金融も強化した。
- 1927年（昭和2年）4月21日 - 取り付け騒ぎが発生して休業。
- 1942年（昭和17年） - 金融統制団体令施行に際して、全国地方銀行協会を脱退し普通銀行統制会に加入。都市銀行となる。
- 1944年（昭和19年）8月1日 - 帝国銀行に吸収合併。

## 戦時統合及び帝銀分割後の店舗の処遇
当初安田銀行を中心とした合併に参加する予定であったが、1944年8月1日に安田銀行により昭和銀行が吸収合併となり、当行は同日に帝国銀行に吸収されると同時に6店舗は近隣店に併合した。
その後に他銀行も同様であるが、戦災等により廃止となった店舗もある。
帝銀分割時、近隣店により併合されていない旧当行店舗は、三井銀行と提携し（新）帝国銀行（後の三井銀行）に継承された。また、近隣の店舗については分割時に（新）第一銀行が継承した。
※ただし、（新）帝国銀行が継承した店舗の顧客の中でも同行の三井色を嫌がり、第一銀行と取引する顧客もいた。

## その他
行章は桜花。「桜の銀行」といえば十五銀行を意味した。この桜は帝国銀行の「八重桜」に引き継がれ、後身の三井銀行が1975年まで使用した。1990年、この三井銀行が太陽神戸銀行と合併し太陽神戸三井銀行となった際、意匠は異なるものの行章に再び桜花が採用され、1992年行名もさくら銀行と改称。2001年の三井住友銀行発足まで使用された。
不動産賃貸並びに那須地区のレジャー施設運営と乳業を営む複合企業、ホウライは元々十五銀行の子会社である蓬莱殖産の後身である。
詩人・歌人の黒田忠次郎が最初に勤めた銀行でもあった。
ドイツ金融政策の専門家に主事の串本友三郎がいた。